# ブリニョガン＝プラージュ
ブリニョガン＝プラージュ （Brignogan-Plages）は、フランス、ブルターニュ地域圏、フィニステール県の旧コミューン。ブリニョガンと呼ばれることが一般的である。

## 地理
最も近い都市圏は、南東およそ24 kmにあるランデルノーである。ブレストからの距離は36 kmである。西はケルルアン、南と東はプルネウール＝トレスと接し、北は5 kmの海岸線となってイギリス海峡に向かって開けている。

### 気候
レオン地方の北辺であるブリニョガンは、海洋性気候である。夏の平均気温は16.6℃と比較的涼しく、冬は温暖で平均7.8℃である。海に面しているため気温の変動は穏やかで、年間平均気温は12.2℃である。年間平均降雨量は900 mm以下である。
晩秋から冬には強風が吹き、レオン地方西部沿岸地帯に影響を与える。夏になると、優勢な風は逆転して、北東風となる。年間日照時間は推定で1,750時間以上である。

## 歴史

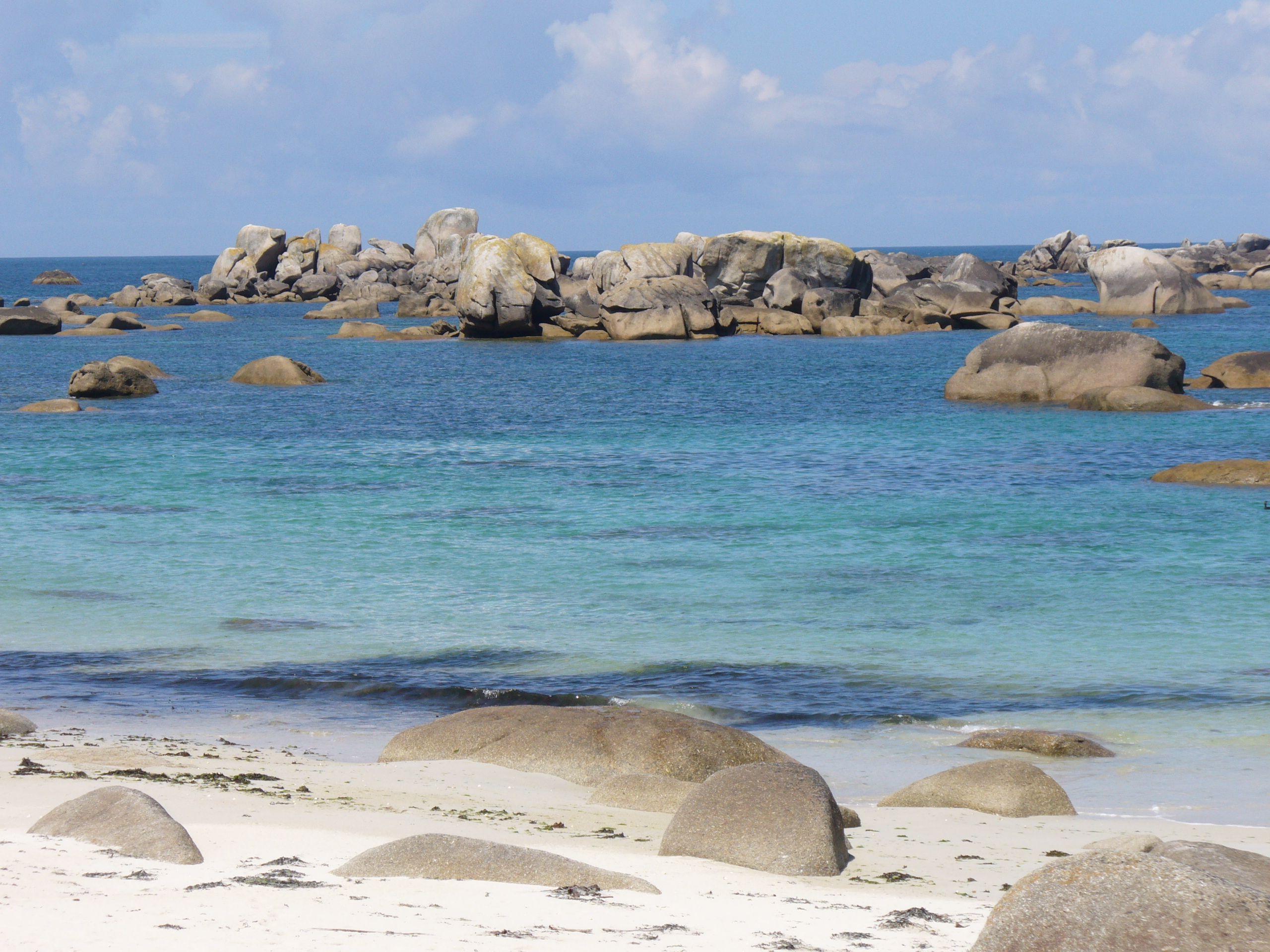
レジャンド海岸

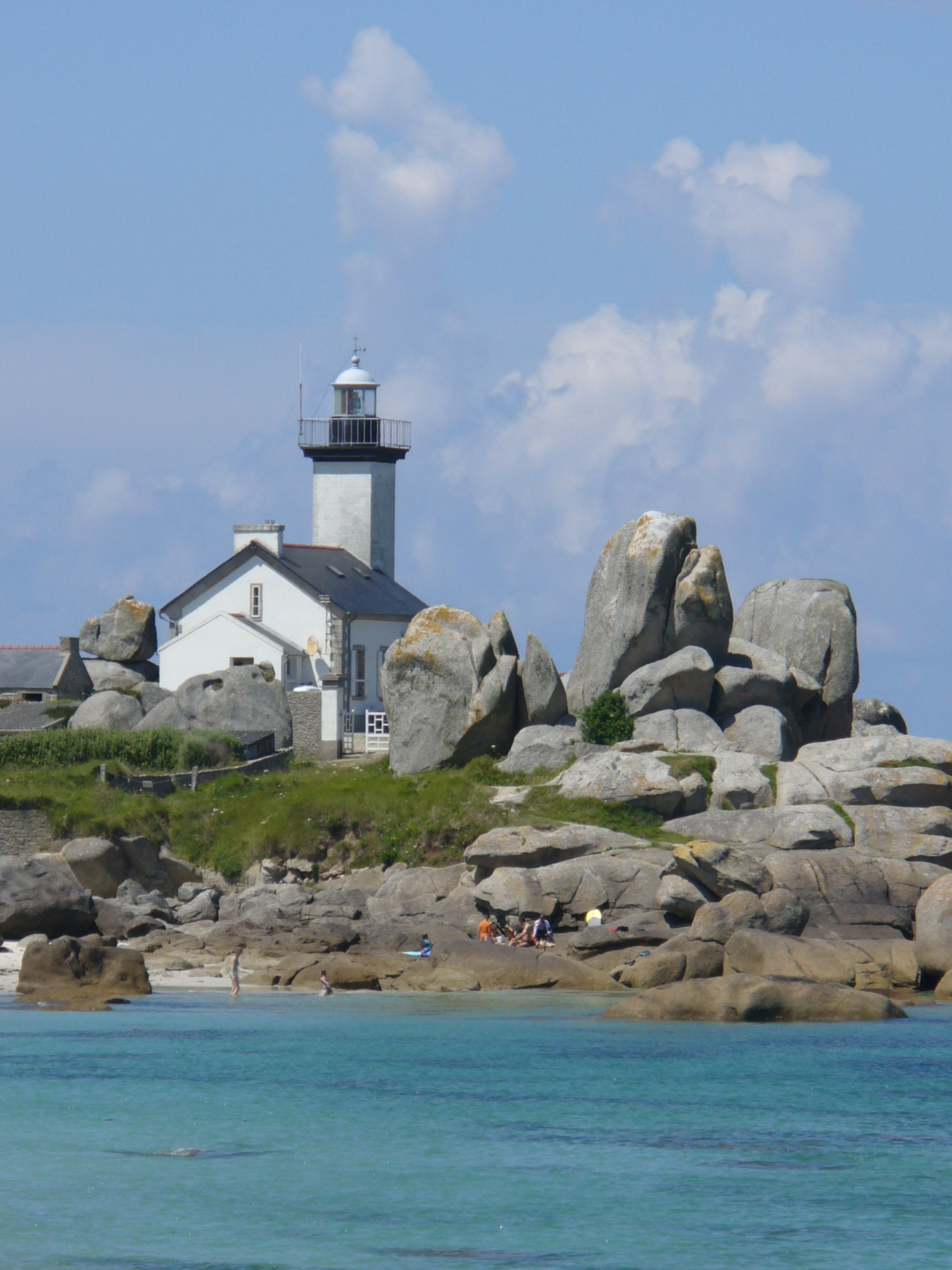
灯台

### 由来
最近出版された本によれば、ブリニョガンの町は丘に位置していた。コミューン名の最初の部分は、古いブルトン語でbren（丘）からきており、名前の第二要素であるoganは他の場所であり、姓として存在する。
しかし別の執筆者は1982年にこう記した。『ウェールズのカーディガンシャーの別名であるBraenogからきている。悪臭を放つことを意味するbraen、そしてogからなる。フィニステールのブリニョガンのbreinは腐った状態を指し、接尾辞のoc（低レオン方言独自の言い回し）に、ちっぽけなことを意味するanが付いたものだ。このリゾート地の地名は、元々は海藻が腐敗して溜まった場所を意味していたと考えられる。』
同じ執筆者は、ウェールズとフィニステール県の間だけで数千に及ぶ言語の関連性があげられると主張している。

### 難破船
ブリニョガンの地には旧石器時代から人が定住している。その後生じた集落は先に述べた痕跡を持っているが、我々がBrignauganの名を見つけられるのは18世紀と19世紀からである。
中世盛期以降、アルモリカの原始的な教区Plounéour-Trezにあった集落は、中世以来港の置かれた土地だった。Pontusvalの港はワイン、コムギ、肉、スレート石といった商品が行き交う主要な交差路だった。こうした品物はレスネヴァンやグルヴェンの見本市へ輸送された。穀物貿易は主として税関に監視されていた。Beg ar Scaf岬やコート・タンギの石造りの建物が、税関の存在を示していた。ブリニョガンの教区はPlounéour-Trez教区を時間をかけて切り離して誕生した。名前の由来は、他の集落に囲まれた村が標高の高い場所にあったことにある（現在の村役場広場）。中央の村が拡大していき、最終的に他の集落をも包括するコミューンとなった。
ブリニョガンはパガン地方の中心、レジャンド海岸（Côte des Légendes）に位置し、船の遭難で有名だった。
半農半漁で暮らす人々は非常に貧しく、貨物を乗せた船はこの荒々しい海岸の、暗礁の周りの波しぶきに取り残されると、数時間で貨物が消えた。難破船の略奪を行うため、パガン地方の人々は雄牛の角に松明をくくりつけ、港に船を誘導する揺れる明かりを模倣していたという。また、彼らは船をおびき寄せるために崖の上の教会や礼拝堂に点灯していたと言われている。
確かに、歩くことが可能がこれらの湾には、岩や岩礁が無数にあり、アンシャン・レジーム時代の法律（fr）においては、砂浜に打ち上げられた難破船の貨物を我が物にすることができた。こうした行為は1681年にコルベールによって禁止された。
その後、沿岸警備隊の詰所が海岸に設置された。ケルルアンにあるメネアム集落の詰所は、丘の上にある巨大な岩の真ん中に建設された。最終的に、船の沈没を避けるため灯台の建設が決定した。Pontusval灯台は、ブリニョガンの湾へ入る入口を示しており多くの船舶が通過する。1869年に建てられた灯台は花崗岩でできている。高さは18 mあり、明かりの届く範囲は10マイルである。
かつてベグ・ポル岬には沿岸警備隊の監視所があった。頂上に到達するまで階段が52段ある。
船が最後に座礁したのは1930年、全長80 mの船舶ラ・ブリエール号で、湾で座礁した。

### 海のリゾート
ブリニョガンは19世紀末に流行の海水浴のリゾート地として開発された。リゾート地の人気は上昇し、フィニステール県鉄道の路線がやってきてさらに民主的になった。観光を特徴として発展した集落は、1934年に母体であったコミューン、プルネウール＝トレス（Plounéour-Trez）より分離して、独立したコミューンとなった。
2017年1月1日、プルネウール＝トレスと合併し、プルネウール＝ブリニョガン＝プラージュとなった。

## 経済
伝統的にブリニョガンは海に関連した漁業、海藻の収穫、そして自給自足農業が行われてきた。コミューンは長年に渡って活動的なリゾート地で、その長い砂浜やレジャンド海岸が観光客をひきよせている。
これらの従来の経済活動に加えて、20世紀のコミューン経済は主として農業である。コミューンには農場が10箇所あり、野菜やメロン、根菜類の（有名なのはエシャロット、ジョニー・ド・ロスコフの名で有名な赤玉ねぎ）他、穀物が栽培されている。

## 人口統計
| 1962年 | 1968年 | 1975年 | 1982年 | 1990年 | 1999年 | 2006年 | 2010年 |
| ------ | ------ | ------ | ------ | ------ | ------ | ------ | ------ |
| 1115   | 1052   | 1039   | 881    | 836    | 849    | 838    | 813    |

参照元:1999年までEHESS、2000年以降INSEE

## 姉妹都市
- ブリージ、イギリス